# Thonningia
Thonningia is een geslacht van parasitaire planten uit de familie Balanophoraceae. Het geslacht telt één soort die voorkomt in de westelijke en zuidelijke delen van Afrika, voornamelijk in tropische regio's.

## Soorten
- Thonningia sanguinea Vahl